# 柏比路·巴斯迪安利尼
柏比路·文奴爾·巴斯迪安利尼（西班牙語：Pablo Emanuel Bastianini，1978年2月12日—），生于薩拉特，現效力橫濱水手。
他在青年隊時期曾效力兩支阿根廷大球會阿根廷青年和獨立。
他的第一場職業比賽在2002年代表貝爾格拉諾防衛隊於阿乙的一場比賽，該場比賽打成1-1。 2003年他加盟基爾梅斯，他亦在2004和2005年南美自由杯中出戰。2005年，他轉到英格蘭加盟英甲球隊伊奧維，原與球隊簽約兩年，不過他在2006年提出轉會希臘超級聯賽球隊伊安尼高斯。
在2008年他回到南美，加盟委內瑞拉首都球會加拉加斯，球隊在南美自由盃不幸蕩入死亡之組，組內包括巴西勁旅高士路，阿根廷球會聖羅倫素和皇家波托西，最後分組賽止步。
在賽季結束後，加拉加斯在全國冠軍決賽中對陣塔奇拉，奪走了總冠軍。
2008年6月，他與以色列球會彼達迪華馬卡比簽署了一年合同，2009年5月，他被球隊放棄。
2010年1月，他轉到日本球會橫濱水手。

## 連結
- 足球数据库：Pablo Bastianini的球员统计数据
- （西班牙文） Argentine Primera statistics
- transfermarkt profile[永久]
- playerhistory profile （页面存档备份，存于）